# Фичерфон
Фичерфон (фичафон, фичефон; англ. feature phone — «телефон с расширенным функционалом», также dumb phone) — мобильный телефон более низкого ценового сегмента, чем смартфон, и с меньшим набором функций.
Фичерфон сохраняет форм-фактор телефонов предыдущего поколения, с кнопочным вводом и небольшим дисплеем. В отличие от смартфонов с сенсорным вводом, фичерфоны иногда называют дамфонами (от англ. dumb — глупый). Они, как правило, используют встроенную операционную систему (обычно написанную на языке Java или C++) с небольшим и простым графическим пользовательским интерфейсом, в отличие от больших и сложных мобильных операционных систем, таких как Android или iOS. Фичерфоны обычно предоставляют функции голосовых вызовов и текстовых сообщений, а также базовые возможности мультимедиа и Интернета, а также другие услуги, предлагаемые поставщиком беспроводных услуг пользователя. Фичерфоны часто содержат оборудование, включая ЖК-экран с подсветкой, аппаратный светодиодный индикатор уведомлений, порт micro USB, физическую клавиатуру, микрофон, слот для SD-карты, камеру на задней панели для записи видео и захвата изображений и GPS. Некоторые фичерфоны включают в себя элементарный магазин приложений, который включает базовое программное обеспечение, такое как календарь, калькулятор, веб-браузер и мобильные игры.
Большинство фичерфонов работают на процессорах MediaTek или Spreadtrum. 4G-фичерфоны работают на процессорах Qualcomm Snapdragon 200-й серии. Обычно на таких телефонах приложения J2ME не запускаются либо работают очень медленно.

## Определение
Фичефон — мобильный телефон, аналогичен смартфону, имеет функционал персонального цифрового помощника (PDA) и мобильного телефона. Фичефоны служат портативными медиаплеерами и камерафонами, могут обладать тачскрином, использоваться для GPS-навигации и быть подключены к Wi-Fi, к мобильному ШПД. Термин используется для описания устройства нижнего ценового сегмента, когда смартфоны подразумеваются устройствами высшего ценового сегмента. Чёткой границы между терминами фичефон и смартфон нет. В начале 2000-х годов фичефонами называли мобильные телефоны, которые обладали большим функционалом, чем «тупые» (dumb) мобильные телефоны. В настоящее время новые модели фичефонов в низком ценовом сегменте обладают множеством дополнительных функций, но их принято считать фичерфонами.
Фичефон — телефон, который, как правило, работает под проприетарной операционной системой (firmware). Часть фичефонов поддерживает программное обеспечение сторонних компаний (через платформы Java или BREW). Обычно такие фичефоны имеют сокращенный набор возможностей, менее интегрированы с потенциальным функционалом платформы телефона, с пользовательским интерфейсом телефона.
До того, как стали популярны смартфоны, термин «фичерфон» часто использовался в телефонах высокого класса с различными функциями для розничных клиентов, разработанных с появлением сетей 3G, которые обеспечили достаточную полосу пропускания для этих возможностей. Фичерфоны, как правило, были устройствами среднего уровня, между базовыми телефонами на нижнем уровне с небольшим количеством функций или без них, помимо базового набора номера и обмена сообщениями, и бизнес-ориентированными смартфонами на верхнем уровне. Самые продаваемые фичерфоны — это Nokia, Razr компании Motorola, Sony Ericsson W580i с поддержкой мультимедиа и LG Black Label Series, ориентированные на розничных клиентов.

### Различия и сходства между другими устройствами
Фичерфоны работают на проприетарной прошивке, обычно MediaTek MAUI с поддержкой стороннего программного обеспечения через такие платформы, как Java ME или BREW. Проприетарные операционные системы не предназначались для разработки и обработки интенсивных приложений, имеющихся на iOS и Android, которые специально предназначены для разработки сторонних приложений, что становится все более важным.
В зависимости от степени функциональности фичерфоны в определённых случаях могут обладать многими возможностями смартфона. Например, современные фичерфоны обычно служат портативным медиаплеером и могут иметь цифровые камеры, GPS-навигацию, Wi-Fi и мобильный широкополосный доступ в Интернет, а также мобильные игры через отдельные приложения.

## Современное использование
В странах с развитой экономикой фичерфоны в первую очередь предназначены для нишевых рынков или стали просто предпочтением из-за определённых комбинаций функций, недоступных в других устройствах, таких как доступность, долговечность, простота и увеличенное время автономной работы на одной зарядке (а именно время ожидания и разговора). На развивающихся рынках фичерфон остаётся для многих основным средством связи.
Хорошо продуманный фичерфон можно использовать в промышленных условиях и на открытом воздухе, на рабочих местах, где запрещены специальные камеры, а также в качестве телефона экстренной связи. Некоторые модели оснащены аппаратными функциями, такими как FM-радио и фонарик, которые не позволяют устройству стать бесполезным в случае серьёзной аварии или полностью устареть, если и когда сетевая инфраструктура 2G будет отключена. Другие функциональные телефоны специально разработаны для пожилых людей, а третьи — для религиозных целей.

## Обоснование

### Производителям
Фичерфоны часто остаются в составе производителей телефонов по нескольким причинам:
- Они дешевле, чем смартфоны, потому что:
  - Срок действия большинства патентов на основные технологии мобильных устройств истёк. Некоторые патенты с истёкшим сроком действия позволяют добавлять больше функций в их базовую форму, которые раньше обычно были прерогативой устройств среднего или высокого класса. Многие патенты, важные для стандартов, должны иметь справедливое, разумное и недискриминационное лицензирование (RAND/FRAND), что обычно означает, что лицензионные платежи за каждое устройство, использующее важную для стандартов технологию, должны быть достаточно низкими, чтобы это не препятствовало принятию стандарта или вызвать правовой конфликт;
  - Меньшая сложность означает более простую и дешёвую сборку;
  - Относительная модульность: фичерфон может иметь одну или две основные функции: фонарик, радио, слот для карт MicroSD для дополнительного хранилища, музыкальный проигрыватель, камеру, интернет-браузер и точку доступа для более продвинутых устройств. Многие фичерфоны теперь включают в себя некоторые из этих функций, превращая их в фичерфоны с базовыми функциями или смартфоны, тогда как фичерфоны с расширенными функциями включают все эти и многие другие функции.

Потребителям
С точки зрения рынка и потребителей, есть несколько ситуаций, в которых фичерфоны являются выгодными:
- Требования к питанию обычно относительно низкие, что приводит к увеличению времени разговора и ожидания.
- Ожидаемая потеря, повреждение или достаточно грубое использование. Фичерфоны часто бывают более прочными, менее сложными и более доступными, и по этим причинам их предпочитают в качестве устройств для путешествий, детских устройств и для сценариев использования в полевых условиях. Низкая стоимость устройств означает, что потеря такого предмета управляема и обычно служит препятствием для кражи на зрелых рынках.
- Либеральные и зрелые рынки хорошо подходят для конкретных функций: в странах, где таксофоны больше не выпускаются, некоторые операторы предлагают предоплаченные тарифные планы сотовой связи с SIM-картой и базовым мобильным телефоном в одном пакете примерно за ту же сумму, что и телефонная карта среднего уровня (15 евро за весь пакет в некоторых регионах). Путешественники часто предпочитают этот вариант, учитывая высокую плату за роуминг.

## История

### Отраслевые тенденции
Первый сотовый телефон Motorola DynaTAC, выпущенный в 1984 году, считается основным мобильным телефоном из-за его неспособности делать что-либо, кроме голосовых вызовов и простых текстовых сообщений.
Несмотря на появление смартфонов в середине 1990-х гг., благодаря выпуску в августе 1994 года IBM Simon, Nokia Communicator с 1996 г. и линейкой карманных персональных цифровых помощников BlackBerry компании Research in Motion, фичерфоны пользовались неоспоримой популярностью в середине 2000-х годов. В Северной Америке смартфоны, такие как Palm и BlackBerry, по-прежнему считались нишевой категорией для корпоративного использования. За пределами Северной Америки устройства Nokia с Symbian захватили рынок смартфонов, на котором цена была единственным препятствием для входа, и Nokia предлагала смартфоны во всех возможных ценовых сегментах. В середине 2000-х такие производители телефонов, как Nokia и Motorola, достигли рекордных продаж фичерфонов. В развитых странах мода и бренд стимулировали продажи, поскольку рынки стали более зрелыми, и люди перешли на второй и третий телефоны. В США технологические инновации в отношении расширенной функциональности были второстепенным вопросом, поскольку дизайн телефонов там был ориентирован на миниатюризацию.
Однако ориентированные на потребителя смартфоны, такие как iPhone и смартфоны под управлением Android, коренным образом изменили рынок: в 2007 году Стив Джобс заявил, что «телефон — это не просто средство коммуникации, но и образ жизни». Существующие в то время операционные системы для фичерфонов, такие как Symbian, не были предназначены для решения дополнительных задач, помимо связи и основных функций, и из-за сложной бюрократии и других факторов они так и не создали процветающую экосистему программного обеспечения.
В отличие от этого, iPhone OS (переименованная в iOS в 2010 году) и Android были разработаны как надёжные ОС, включающие стороннее программное обеспечение и обладающие такими возможностями, как многозадачность и графические возможности, для удовлетворения будущих потребностей потребителей. Эти платформы также затмили популярность платформ для смартфонов, исторически ориентированных на корпоративные рынки, таких как BlackBerry.
В отрасли произошел переход от фичерфонов (включая недорогие смартфоны), которые в основном зависят от объёма продаж, к высокопроизводительным флагманским смартфонам, которые также имеют более высокую маржу, поэтому производители считают высокопроизводительные смартфоны гораздо более прибыльными, чем функциональные телефоны.
Переход от фичерфонов вынудил операторов беспроводной связи увеличить субсидирование мобильных телефонов, а высокие отпускные цены на флагманские смартфоны отрицательно сказались на операторах беспроводной связи, у которых рентабельность EBITDA упала, поскольку они продали больше смартфонов и меньше фичерфонов. Чтобы компенсировать это, операторы обычно используют высокопроизводительные устройства для перепродажи клиентам более дорогих планов обслуживания с увеличенным объёмом данных. Тенденции показали, что потребители готовы платить больше за смартфоны с более новыми функциями и технологиями, и что смартфоны считаются более актуальными в современной популярной культуре, чем фичефоны.

### Рыночная доля
В середине 2000-х годов самые продаваемые фичерфоны, такие как модный раскладной телефон Motorola Razr, мультимедийный Sony Ericsson W580i и LG Black Label Series, не только занимали средние цены в линейке провайдеров беспроводной связи, но и составляли основную часть розничных продаж смартфонов, поскольку смартфоны BlackBerry и Palm по-прежнему считалась нишевой категорией для использования в бизнесе. Даже в конце 2009 года проникновение смартфонов в Северной Америке было низким.
В 2011 году на обычные телефоны приходилось 60 % мобильных телефонов в США и 70 % мобильных телефонов, проданных во всем мире. По данным Gartner, во втором квартале 2013 года было продано 225 миллионов смартфонов, что на 46,5 % больше, чем за тот же период 2012 года, в то время как было продано 201 миллион фичерфонов, что на 21 % меньше по сравнению с прошлым годом. впервые продаджи смартфонов превзошли продажи фичерфонов. Смартфоны составили 51,8 % продаж мобильных телефонов во втором квартале 2013 года, в результате чего продажи смартфонов впервые превысили продажи фичерфонов.
Опрос 4001 канадцев, проведенный Media Technology Monitor в конце 2012 года, показал, что около 83 % англоязычного населения владеют мобильным телефоном, по сравнению с 80 % в 2011 году и 74 % в 2010 году. Около двух третей опрошенных владельцев мобильных телефонов заявили, что у них есть смартфон, а у другой трети были фичерфоны или не смартфоны. Согласно MTM, пользователи, не использующие смартфоны, с большей вероятностью будут женщинами, старше, с меньшим доходом, живущими в небольшом сообществе и менее образованными. Опрос показал, что владельцы смартфонов, как правило, мужчины, моложе, живут в семье с высоким доходом с детьми в доме и являются жителями сообщества из миллиона или более человек. Студенты также заняли высокое место среди владельцев смартфонов.

### Япония
Мобильные телефоны в Японии отличаются от тех, что используются в других странах, с операторами и устройствами, часто реализующими расширенные функции (такие как платформа i-mode NTT docomo для мобильного Интернета в 1999 году, мобильные платежи, мобильное телевидение и связь ближнего радиуса действия), которые ещё не получили широкого распространения. или даже принятые за пределами Японии. Это расхождение приводилось в качестве примера Галапагосского синдрома; в результате эти фичерфоны задним числом называют Gala-phone (ガ ラ ケ ー, gara-kei), смешиваясь с «мобильным телефоном» (携 帯, keitai). Хотя смартфоны приобрели популярность (и реализуют функции, представленные на них), многие гала-телефоны все ещё широко используются, ссылаясь на предпочтения устройств и их долговечность по сравнению со смартфонами.
Мобильные игры, ориентированные на смартфоны, продемонстрировали значительный рост и выручку в Японии, хотя по состоянию на 2017 год в стране было в три раза меньше пользователей смартфонов, чем в США.

## Платформы
Было разработано несколько различных операционных систем, которые могут работать на фичерфоне. Эти операционные системы спроектированы так, чтобы быть легковесными, чтобы увеличить время автономной работы телефона, хорошо работать с небольшим экраном, не имеющим сенсорных функций, а также хорошо работать с небольшой аппаратной клавиатурой, такой как клавиатура T9, которая обычно встречается на фичерфонах.
Nokia разработала программную платформу Series 30, Series 30+, Series 40 и FeatureOS, а также пользовательские интерфейсы приложений, которые работают на платформе Nokia Asha.
MediaTek разработала встроенную операционную систему под названием MAUI Runtime Environment, которая основана на Nucleus RTOS.
NTT Docomo разработала программную платформу MOAP и OPP (Operator Pack) (японский).
Qualcomm разработала облегченную среду выполнения Brew MP, операционную систему для телефонов ARM, ОС REX, KCP (японский) и KCP + (японский).
Ассоциация Tizen (ранее LiMo Foundation) разработала платформу LiMo на базе Linux для смартфонов.
Smarterphone разработала Smarterphone OS, полную операционную систему, предназначенную для обычных телефонов. Первый выпуск состоялся в 2008 году.
KaiOS Tech разработала KaiOS, облегченный форк Firefox OS, разработанный Mozilla.

## Безопасность
Некоторые китайские фичерфоны (особенно низкого ценового сегмента) могут без ведома пользователя отправлять платные SMS на китайские номера.